# Bohdan Jadow
Bohdan Kostiantynowycz Jadow (ukr. Богдан Костянтинович Ядов, ur. 27 listopada 1996) – ukraiński judoka, olimpijczyk z Paryża (2024), gdzie zajął dziewiąte miejsce.
Zajął siódme miejsce na mistrzostwach świata w 2019 i 2022; uczestnik zawodów w 2018 i 2024. Startował w Pucharze Świata w latach 2014, 2015, 2017, 2018 i 2022. Złoty medalista mistrzostw Europy w 2022 i brązowy w 2023. Wicemistrz igrzysk młodzieży w 2014. Wicemistrz świata juniorów w 2015 roku.
W 2024 roku wziął udział w Letnich Igrzyskach Olimpijskich w Paryżu, gdzie w rywalizacji mężczyzn do 66 kilogramów odpadł w drugiej rundzie z Jondonperenlejnem Baschüü.